# Calymperes tortelloides
Calymperes tortelloides là một loài rêu trong họ Calymperaceae. Loài này được Broth. & Dixon mô tả khoa học đầu tiên năm 1910.